# Сяо Годун
Ся́о Году́н (кит. упр. 肖国栋, пиньинь Xiāo Guódòng) (род. 10 февраля 1989 года) — китайский профессиональный игрок в снукер.

## Карьера
Годун начал свою профессиональную карьеру в 2007 году после победы на азиатском чемпионате среди игроков до 21 года. На том турнире он сделал брейк в 130 очков, который стал высшим и на всём соревновании. Следующий сезон Годун проводил в мэйн-туре, но не смог показать там хорошей игры и в итоге стал 84-м в мировой табели о рангах. Наиболее заметным выступлением молодого китайца стал матч на турнире Трофей Северной Ирландии, где он обыграл Лео Фернандеса, 5:1, и Джимми Уайта, 5:0. Но затем он безоговорочно проиграл Мэттью Стивенсу, 0:5. В квалификации к чемпионату мира 2008 года Годун добился победы в матче с Мунраджем Палом и сразу после этого уступил Дэвиду Ро, 5:10. Из-за недостатка рейтинговых очков Сяо выбыл из мэйн-тура на следующий сезон, однако он продолжил играть в серии матчей PIOS и в 2009 году возвратился в тур.
3 августа 2008 года Годун выиграл пригласительный турнир в Северном снукерном центре мемориала Пола Хантера, обыграв в финале Бена Вулластона, однако ещё до этого, в полуфинале, нанёс поражение снукеристу из Топ-16 Джо Перри, 5:2.

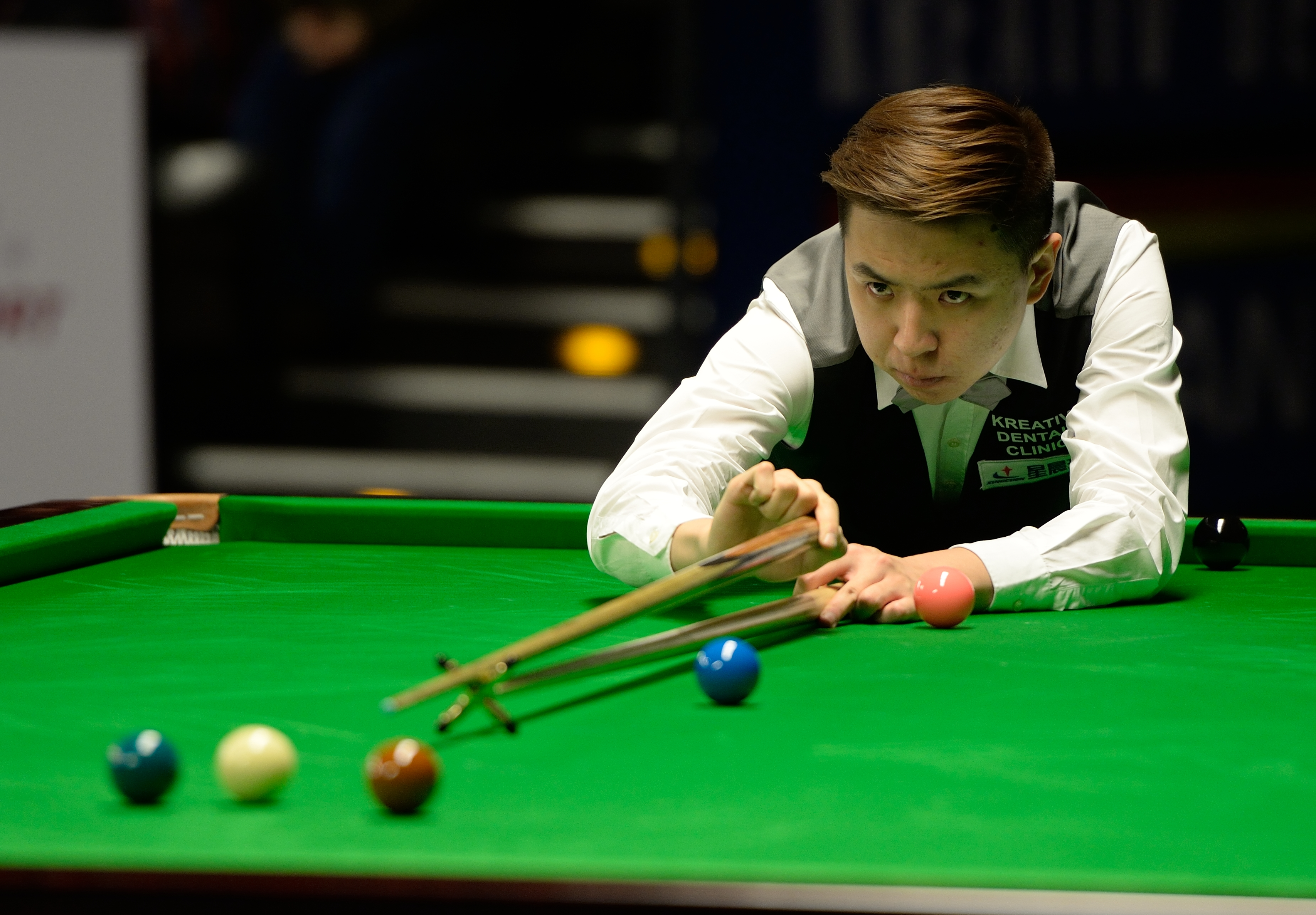
Сяо Годун, 2015

Наибольшего успеха Сяо добился на открытом чемпионате Китая 2009 года, где он в уайлд-кард раунде одолел Майкла Холта 5:1, а в 1/16 финала переиграл своего уже знаменитого соотечественника — Дин Цзюньхуэя — со счётом 5:3. В 1/8 против Ронни О'Салливана показал достойную игру, но уступил — 3:5. На Шанхай Мастерс 2013 он показал отличный результат дойдя до финала.